# Proconsul africanus
Espèce
Proconsul africanus est une espèce éteinte de primate du Miocène. Le principal fossile a été découvert par Mary Leakey et son équipe sur l'île de Rusinga, sur le Lac Victoria au Kenya. Des fragments appartenant à la même espèce avaient été trouvés auparavant mais ceux-là étaient plus complets. Ce fossile, vieux de 18 Ma, est considéré par certains auteurs comme un ancêtre potentiel des singes, grands et petits, et des hommes.
Le paléontologue Louis Leakey, l'un des principaux chasseurs de fossile du vingtième siècle, a écrit : « Proconsul africanus était une créature particulièrement importante. Comme l'affirment beaucoup de spécialistes éminents, il nous a donné des indications sur le stock génétique commun aux singes et aux hommes. Pour cela nous avons des os de membres antérieurs en bon état et en 1948, sur l'Île de Rusinga, Mary [Leakey] a découvert un crâne, le premier exemplaire presque complet jamais trouvé. Ses canines font penser à un singe, alors que son front rappelle le nôtre. Il me semble, pourtant, n'être ni un ancêtre des singes, ni un ancêtre de l'homme, mais une branche latérale avec des caractéristiques des deux stocks… »

## Morphologie
Proconsul africanus avait une formule dentaire comportant deux incisives, une canine, deux prémolaires et trois molaires (2:1:2:3) aux deux mâchoires, supérieure et inférieure. Les molaires mandibulaires présentent le schéma dryopithécien à 5 cuspides caractéristique des petits anthropoïdes (gibbons, siamangs) et grands anthropoïdes, ce qui l'exclut des Cercopithecidae. Les molaires avaient un émail fin et des cingula proéminents. Cette espèce possédait aussi un os zygomatique robuste et un museau saillant. L'espace entre les orbites était large et les sinus fronto-ethmoïdaux petits. Le sinus maxillaire était peu prononcé. La région auditive serait semblable à celle de singes actuels et des cercopithèques. Le conduit ectotympanique était bien développé. Cette espèce était dépourvue de queue et les canines témoignaient d'un dimorphisme sexuel. Le crâne n'a pas de torus supra-orbitaire. Le crâne est très incomplet, il lui manque les trois fosses cérébrales dont celle du cervelet. Sa capacité crânienne est de ce fait sous-évaluée 167 cm3 au même titre que le quotient d'encéphalisation de 1,5. Si l'on se fonde sur le crâne, la surface externe très incomplète des empreintes du cerveau était fort semblable à celle des gibbons et de cercopithèques. 
Le poignet de cette espèce a été décrit comme ressemblant à celui du singe. La surface trochléaire du talus est fortement courbée et profondément rainurée. Le pied possédait un arc transversal. L'indice brachial de 96 peut se comparer à celui du genre Pan existant. Globalement, le squelette de cette espèce peut être décrit comme robuste. La masse corporelle moyenne était d'environ 18 kg.

## Régime alimentaire
D'après sa morphologie dentaire, Proconsul africanus était frugivore.

## Localisation et locomotion
Les fossiles ont été trouvés en Afrique. D'après le squelette post-crânien, Proconsul africanus était vraisemblablement un quadrupède arboricole.